# Hieronim Miłoński
Hieronim Miłoński z Oporowa herbu Sulima (zm. przed 22 kwietnia 1649 roku) – kasztelan rozpierski w latach 1642–1648, wojski mniejszy sieradzki w latach 1630–1641, sekretarz królewski w latach 1609–1623.
Poseł na sejm nadzwyczajny 1637 roku.
Był elektorem Władysława IV Wazy z województwa sieradzkiego w 1632 roku. Był członkiem konfederacji generalnej zawiązanej 31 lipca 1648 roku.